# Football League Championship 2013-14
La Football League Championship 2013/14, también llamada "Npower Football League" por razones de patrocinio, fue la décima edición de la segunda división inglesa desde su fundación en 2004. El primer partido de la temporada se jugó el 3 de agosto de 2013 y el último el 3 de mayo de 2014.

## Equipos participantes

### Ascensos y descensos
| Pos | a Premier League |
| --- | ---------------- |
| 1º  | Cardiff City     |
| 2º  | Hull City        |
| 3°  | Crystal Palace   |

| Pos | a Football League Championship |
| --- | ------------------------------ |
| 18º | Wigan Athletic                 |
| 19º | Reading                        |
| 20º | Queens Park Rangers            |

| Pos | a Football League Championship |
| --- | ------------------------------ |
| 1º  | Doncaster Rovers               |
| 2º  | Bournemouth                    |
| 3   | Yeovil Town                    |

| Pos | a League One            |
| --- | ----------------------- |
| 22º | Peterborough United     |
| 23º | Wolverhampton Wanderers |
| 24º | Bristol City            |

| Equipo                 | Locación                  | Estadio              | Capacidad |
| ---------------------- | ------------------------- | -------------------- | --------- |
| Barnsley               | Barnsley                  | Oakwell Stadium      | 23,009    |
| Birmingham City        | Birmingham                | St Andrew's Stadium  | 30,079    |
| Blackburn Rovers       | Blackburn                 | Ewood Park           | 31,154    |
| Blackpool              | Blackpool                 | Bloomfield Road      | 17,338    |
| Bolton Wanderers       | Bolton                    | Reebok Stadium       | 28,100    |
| Bournemouth            | Bournemouth               | Dean Court           | 9,783     |
| Brighton & Hove Albion | Brighton                  | The AMEX             | 30,750    |
| Burnley                | Burnley                   | Turf Moor            | 22,546    |
| Charlton Athletic      | Charlton, Londres         | The Valley           | 27,111    |
| Derby County           | Derby                     | Pride Park Stadium   | 33,597    |
| Doncaster Rovers       | Doncaster                 | Keepmoat Stadium     | 15,231    |
| Huddersfield Town      | Huddersfield              | John Smith's Stadium | 24,500    |
| Ipswich Town           | Ipswich                   | Portman Road         | 30,311    |
| Leeds United           | Leeds                     | Elland Road          | 39,460    |
| Leicester City         | Leicester                 | King Power Stadium   | 32,500    |
| Middlesbrough          | Middlesbrough             | Riverside Stadium    | 34,988    |
| Millwall Football Club | South Bermondsey, Londres | The Den              | 20,146    |
| Nottingham Forest      | Nottingham                | City Ground          | 30,576    |
| Queens Park Rangers    | Londres                   | Loftus Road          | 18,439    |
| Reading Football Club  | Reading                   | Madejski Stadium     | 24,161    |
| Sheffield Wednesday    | Sheffield                 | Hillsborough         | 39,812    |
| Wigan Athletic         | Wigan                     | DW Stadium           | 25,133    |
| Watford Football Club  | Watford                   | Vicarage Road        | 22,000    |
| Yeovil Town            | Yeovil                    | Huish Park           | 9,565     |

### Cuerpo técnico y uniformes
| Equipo                 | Entrenador      | Capitán          | Firma deportiva | Patrocinador                                                          |
| ---------------------- | --------------- | ---------------- | --------------- | --------------------------------------------------------------------- |
| Barnsley               | David Flitcroft | Bobby Hassell    | Nike            | C.K. Beckett                                                          |
| Birmingham City        | Lee Clark       | Paul Robinson    | Diadora         | Nicolites                                                             |
| Blackburn Rovers       | Gary Bowyer     | Scott Dann       | Nike            | RFS                                                                   |
| Blackpool              | Paul Ince       | Barry Ferguson   | Erreà           | Wonga                                                                 |
| Bolton Wanderers       | Dougie Freedman | Zat Knight       | adidas          | FibrLec                                                               |
| Bournemouth            | Eddie Howe      | Tommy Elphick    | Fila            | Energy Consulting                                                     |
| Brighton & Hove Albion | Óscar García    | Gordon Greer     | Erreà           | American Express                                                      |
| Burnley                | Sean Dyche      | Jason Shackell   | Puma            | Premier Range                                                         |
| Charlton Athletic      | Chris Powell    | Johnnie Jackson  | Nike            | Andrews Air-conditioning                                              |
| Derby County           | Steve McClaren  | Richard Keogh    | Kappa           | buymobiles.net                                                        |
| Doncaster Rovers       | Paul Dickov     | Rob Jones        | Just Sport      | One Call Insurance                                                    |
| Huddersfield Town      | Mark Robins     | Peter Clarke     | Puma            | Rekorderlig Cider (H) RadianB (A) Cavonia (3rd)                       |
| Ipswich Town           | Mick McCarthy   | Carlos Edwards   | Mitre           | Marcus Evans                                                          |
| Leeds United           | Brian McDermott | Rodolph Austin   | Macron          | Enterprise Insurance (delante) Help Link Direct (back)                |
| Leicester City         | Nigel Pearson   | Wes Morgan       | Puma            | King Power (front) Amazing Tailandia (back)                           |
| Middlesbrough          | Mark Venus      | Rhys Williams    | adidas          | Ramsdens                                                              |
| Millwall               | Steve Lomas     | Paul Robinson    | Macron          | Prostate Cancer UK                                                    |
| Nottingham Forest      | Billy Davies    | Chris Cohen      | adidas          | Fawaz International Refrigeration & Air Conditioning Company          |
| Queens Park Rangers    | Harry Redknapp  | Clint Hill       | Lotto           | AirAsia                                                               |
| Reading                | Nigel Adkins    | Jobi McAnuff     | Puma            | Waitrose (delante) Marussia F1 (rear)                                 |
| Sheffield Wednesday    | Dave Jones      | Martin Taylor    | Puma            | delante local: WanDisco Bartercard (delante visitante) GCI Com (back) |
| Watford                | Gianfranco Zola | Manuel Almunia   | Puma            | 138.com (delante) Football Manager (back)                             |
| Wigan Athletic         | Owen Coyle      | Gary Caldwell    | MiFit           | 12BET                                                                 |
| Yeovil Town            | Gary Johnson    | Jamie McAllister | Sondico         | W+S Recycling                                                         |

### Equipos por condados
| Región                | N.º | Equipos                                           |
| --------------------- | --- | ------------------------------------------------- |
| Yorkshire del Sur     | 3   | Doncaster Rovers, Barnsley y Sheffield Wednesday  |
| Gran Londres          | 3   | Queens Park Rangers, Charlton Athletic y Millwall |
| Lancashire            | 3   | Blackburn Rovers, Blackpool y Burnley             |
| Gran Mánchester       | 2   | Bolton Wanderers y Wigan                          |
| West Yorkshire        | 2   | Leeds United y Huddersfield                       |
| Nottinghamshire       | 1   | Nottingham Forest                                 |
| Derbyshire            | 1   | Derby County                                      |
| Suffolk               | 1   | Ipswich Town                                      |
| Midlands Occidentales | 1   | Birmingham                                        |
| Leicestershire        | 1   | Leicester City                                    |
| Sussex Oriental       | 1   | Brighton & Hove Albion                            |
| Dorset                | 1   | Bournemouth                                       |
| Berkshire             | 1   | Reading                                           |
| Yorkshire del Norte   | 1   | Middlesbrough                                     |
| Hertfordshire         | 1   | Watford                                           |
| Somerset              | 1   | Yeovil Town                                       |

## Clasificación
|  |     | Equipos de fútbol      | P. J. | G. | E. | P. | G. F. | G. C. | Dif. | Pts. |
|  | --- | ---------------------- | ----- | -- | -- | -- | ----- | ----- | ---- | ---- |
|  | 1.  | Leicester City (A)     | 46    | 31 | 9  | 6  | 83    | 43    | 40   | 102  |
|  | 2.  | Burnley (A)            | 46    | 26 | 15 | 5  | 72    | 37    | 35   | 93   |
|  | 3.  | Derby County           | 46    | 25 | 10 | 11 | 84    | 52    | 32   | 85   |
|  | 4.  | Queens Park Rangers(A) | 46    | 23 | 11 | 12 | 60    | 44    | 16   | 80   |
|  | 5.  | Wigan Athletic         | 46    | 21 | 10 | 15 | 61    | 48    | 13   | 73   |
|  | 6.  | Brighton & Hove Albion | 46    | 19 | 15 | 12 | 55    | 40    | 15   | 72   |
|  | 7.  | Reading                | 46    | 19 | 14 | 13 | 70    | 56    | 14   | 71   |
|  | 8.  | Blackburn              | 46    | 18 | 16 | 12 | 70    | 62    | 8    | 70   |
|  | 9.  | Ipswich Town           | 46    | 18 | 14 | 14 | 60    | 54    | 6    | 68   |
|  | 10. | Bournemouth            | 46    | 18 | 12 | 16 | 67    | 66    | 1    | 66   |
|  | 11. | Nottingham Forest      | 46    | 16 | 17 | 13 | 67    | 64    | 3    | 65   |
|  | 12. | Middlesbrough          | 46    | 16 | 16 | 14 | 62    | 50    | 12   | 64   |
|  | 13. | Watford                | 46    | 15 | 15 | 16 | 74    | 64    | 10   | 60   |
|  | 14. | Bolton Wanderers       | 46    | 14 | 17 | 15 | 59    | 60    | -1   | 59   |
|  | 15. | Leeds United           | 46    | 16 | 9  | 21 | 59    | 67    | -8   | 57   |
|  | 16. | Sheffield Wednesday    | 46    | 13 | 14 | 19 | 63    | 65    | -2   | 53   |
|  | 17. | Huddersfield Town      | 46    | 14 | 11 | 21 | 58    | 65    | -7   | 53   |
|  | 18. | Charlton Athletic      | 46    | 13 | 12 | 21 | 41    | 61    | -20  | 51   |
|  | 19. | Millwall               | 46    | 11 | 15 | 20 | 46    | 74    | -28  | 48   |
|  | 20. | Blackpool              | 46    | 11 | 13 | 22 | 38    | 66    | -28  | 46   |
|  | 21. | Birmingham City        | 46    | 11 | 11 | 24 | 58    | 74    | -16  | 44   |
|  | 22. | Doncaster Rovers (D)   | 46    | 11 | 11 | 24 | 39    | 70    | -31  | 44   |
|  | 23. | Barnsley (D)           | 46    | 9  | 12 | 25 | 44    | 77    | -33  | 39   |
|  | 24. | Yeovil Town (D)        | 46    | 8  | 13 | 25 | 44    | 75    | -31  | 37   |

(D) Descendido 

(A) Ascendido 

Fuente: 
Pts. = Puntos; P. J. = Partidos jugados; G. = Partidos ganados; E. = Partidos empatados; P. = Partidos perdidos; G. F. = Goles a favor; G. C. = Goles en contra; Dif. = Diferencia de goles